# 1694
1694 (MDCXCIV) byl rok, který dle gregoriánského kalendáře započal pátkem.

## Události
- 28. prosinec – zemřela Marie II. Stuartovna, Vilém III. Oranžský se stal jediným panovníkem Anglie, Skotska a Irska
- založena Bank of England
- v Hamburku vytištěn arabsky první Korán
- Fridrich August I. Silný se stal saským kurfiřtem
- Johann Bernhard Fischer von Erlach na zakázku Karla VI. začíná se stavbou zámku Schönbrunn, letní rezidence rakouských císařů

### Probíhající události
- 1683–1699 – Velká turecká válka
- 1688–1697 – Devítiletá válka
- 1689–1697 – Válka krále Viléma

## Narození
Česko
- 18. února – Jan Kryštof Handke, moravský barokní malíř († 31. prosince 1774)
- 5. září – František Václav Míča, český hudební skladatel a kapelník, († 15. února 1744)
- ? – Václav Haas, český varhaník a skladatel († 2. října 1768)
- ? – Antonín Reichenauer – český hudební skladatel († 17. března 1730)
- ? – Pierre Philippe Bechade de Rochepin, brněnský vojenský inženýr († 18. března 1776)
- ? – Marie Terezie Savojská, česká šlechtična († 20. února 1772)
- ? – Jan Packeny, německo-český zlatník pozdního baroka v Praze († 7. prosince 1760)

Svět
- 3. ledna – Svatý Pavel od Kříže, italský mystik († 18. října 1775)
- 6. ledna – Gottlieb Siegfried Bayer, německý filolog a historik († 21. února 1738)
- 1. dubna – Samuel Hruškovic, slovenský evangelický teolog, spisovatel a básník († 1. září 1748)
- 18. dubna – Juraj Ambrozi, slovenský kněz a spisovatel († 5. července 1746)
- 22. května – Daniel Gran, rakouský freskař a malíř († 16. dubna 1757)
- 4. června – François Quesnay, francouzský lékař a ekonom († 16. prosince 1774)
- 26. června – Georg Brandt, švédský chemik a mineralolog († 1768)
- 12. července – Gustava Karolina Meklenbursko-Střelická, meklenbursko-schwerinská vévodkyně († 13. dubna 1748)
- 6. srpna – Pieter Boddaert, nizozemský právník, básník a spisovatel († 24. ledna 1760)
- 8. srpna – Francis Hutcheson, irský filosof († 1746)
- 11. srpna – Giorgio Baffo, benátský básník a senátor († 31. července 1768)
- 25. září – Henry Pelham, britský státník († 6. března 1754)
- 5. srpna – Leonardo Leo, italský hudební skladatel († 31. října 1744)
- 29. srpna – Šarlota Sofie Brunšvicko-Wolfenbüttelská, matka ruského cara Petra II. († 2. listopadu 1715)
- 26. října – Johan Helmich Roman, švédský hudební skladatel († 20. listopadu 1758)
- 21. listopadu – Voltaire, francouzský spisovatel († 30. května 1778)
- 22. prosince – Hermann Samuel Reimarus, německý osvícenský filozof a spisovatel († 1. března 1768)

## Úmrtí
Česko
- 3. června – Jan Bedřich z Valdštejna, arcibiskup pražský (* 1644)
- 4. listopadu – Jan Tanner, český jezuita a spisovatel (* 17. srpna 1623)
- ? – Václav Vojtěch Červenka z Věžňova, český katolický duchovní, spisovatel a historik (* 1636)
- ? – Michael Mandík, barokní sochař činný na Moravě (* 1640)

Svět
- 4. února – Natálie Kirillovna Naryškinová, ruská carevna, druhá manželka Alexeje I. Michajloviče (* 1. září 1651)
- 16. dubna – Claire-Clémence de Maillé-Brézé, kněžna z Condé a vévodkyně z Fronsacu (* 25. února 1628)
- 10. dubna – Catharina Regina von Greiffenberg, dolnorakouská protestantská barokní básnířka (* 7. září 1633)
- 27. dubna – Jan Jiří IV. Saský, saský kurfiřt (* 18. října 1668)
- 17. června – Philip Howard, anglický kardinál (* 1629)
- 24. května – Anthony Cary, 5. vikomt Falkland, britský šlechtic a politik (* 16. února 1656)
- 8. srpna – Antoine Arnauld, francouzský teolog, filozof a matematik (* 6. února 1612)
- 30. srpna – Louis de Crevant, vévoda z Humières, maršál Francie (* 1628)
- 29. července – Safí II., perský šáh (* 1647)
- 13. října – Samuel von Pufendorf, německý právní teoretik, politický filozof, ekonom a historik (* 8. ledna 1632)
- 28. listopadu – Macuo Bašó, japonský básník (* 1644)
- 30. listopadu – Marcello Malpighi, italský lékař (* 10. března 1628)
- 28. prosince – Marie II. Stuartovna, královna anglická (* 30. dubna 1662)

## Hlavy států
- Anglie – Vilém III. (1688–1702)
- Francie – Ludvík XIV. (1643–1715)
- Habsburská monarchie – Leopold I. (1657–1705)
- Osmanská říše – Ahmed II. (1691–1695)
- Polsko-litevská unie – Jan III. Sobieski (1674–1696)
- Rusko – Ivan V. (1682–1696) a Petr I. Veliký (1682–1725)
- Španělsko – Karel II. (1665–1700)
- Švédsko – Karel XI. (1660–1697)
- Papež – Inocenc XII. (1691–1700)
- Perská říše – Safí II., poté Husajn Šáh